# Студзенець (Серпецький повіт)
Студзенець (пол. Studzieniec) — село в Польщі, у гміні Серпць Серпецького повіту Мазовецького воєводства.
Населення — 340 осіб (2011).
У 1975-1998 роках село належало до Плоцького воєводства.

## Демографія
Демографічна структура станом на 31 березня 2011 року:
|          | Загалом | Допрацездатний вік | Працездатний вік | Постпрацездатний вік |
| -------- | ------- | ------------------ | ---------------- | -------------------- |
| Чоловіки | 172     | 41                 | 115              | 16                   |
| Жінки    | 168     | 36                 | 102              | 30                   |
| Разом    | 340     | 77                 | 217              | 46                   |